# Ridolfia segetum
Ridolfia és un gènere monotípic de plantes amb flors dins la família de les apiàcies. La seva única espècie és Ridolfia segetum amb el nom comú de fonollassa de sembrat. Es troba en alguns punts dels Països Catalans com també altres del sud d'Europa i del Nord d'Àfrica.

## Descripció
Herba nual erecta, ramificada, glabra i glaucescent de 20 a 100 cm d'alt. Floreix del maig a l'agost amblors de pètals grocs. Viu en camps de cereals en terreny calcari en contrades marítimes d'hivern temperat. Es troba a tots els Països Catalans excepte a Menorca.